# Wellhorn
Wellhorn – szczyt w Alpach Berneńskich, części Alp Zachodnich. Leży w Szwajcarii w kantonie Berno. Należy do głównego łańcucha Alp Berneńskich. Można go zdobyć ze schroniska Schwarzwaldalp (1456 m), Dossenhütte (2663 m) lub Rosenlauibiwak (2330 m).